# Esterwegen
Esterwegen – niemiecka miejscowość i gmina w kraju związkowym Dolna Saksonia, w powiecie Emsland, siedziba gminy zbiorowej Nordhümmling. Liczy ok. 5,2 tys. mieszkańców.

## Historia
W czasach III Rzeszy mieścił się w niej niemiecki obóz koncentracyjny Esterwegen.